# Alicia Agneson
Alicia Agneson, född 26 februari 1996 i Eskilstuna, är en svensk skådespelare.
Agneson har bland annat medverkat i TV-serierna Vikings (2017-2020) och Clark (2022). Hon har även medverkat i filmen The Courier (2019).

## Filmografi (i urval)
- 2017–2020 – Vikings (TV-serie)
- 2019 – Little Kingdom
- 2019 – The Courier
- 2022 – Clark (TV-serie)